# 国鉄ヨ2000形貨車
国鉄ヨ2000形貨車（こくてつヨ2000がたかしゃ）は、日本国有鉄道（国鉄）の事業用貨車（車掌車）である。

## 概要
従来、貨物列車に連結される車掌車はヨ1形・ヨ1500形（1928年（昭和3年）の改番前はそれぞれヨフ6000形とヨフ7000形）等が使用されていたが、それらはマッチ箱と呼ばれた古典木製二軸客車を改造したものであった。それに対し、初の車掌車の新車、なおかつ初めての鋼製の車掌車として製造されたのが本車である。
製造は、1937年（昭和12年）から1938年（昭和13年）にかけて汽車製造、日本車輌製造本店および東京支店にて行われ、計100両（ヨ2000 - ヨ2099）が登場した。
各年度の製造会社と両数は次のとおりである。
- 1937年（昭和12年）度 - 100両
  - 日本車輌製造本店 40両 （ヨ2000 - ヨ2039）
  - 汽車製造 30両 （ヨ2040 - ヨ2069）
  - 日本車輌製造支店 30両 （ヨ2070 - ヨ2099）

## 構造
本車は、新車として設計・製造されたので鋼製車であり、車体も車掌車としての取り扱いを考慮して従来の片側デッキから両側デッキ構造となっている（デッキ仕切りは鋼丸棒組み立て）。4,200 mmの軸距と、乗り心地を考慮したスパンの長い重ね板ばねの担いばね、一段リンク式軸箱支持の走り装置をもつ車体は、4枚の窓が中央に寄せ気味に配置され、車内には車掌業務用として3人分の執務机と椅子、長椅子が設けられている。ただ、ヨ1形等に設置されていた便所については本形式では採用されなかった。
この両側デッキ、4枚窓、3人分の乗務員設備、4,200 mmの軸距といった構成は、その後のヨ3500形、ヨ5000形といった新型の車掌車にも引き継がれ、長らく国鉄車掌車の標準的な形態となった。棒で仕切られたデッキはヨ3500形初期車（ヨ3500 - 3549）まで引き継がれた。
なお、塗色は黒である。

## 運用等
登場後全国で使用されたが、太平洋戦争による戦禍で12両が戦災廃車となっている。
本形式は、ヨ3500形、ヨ5000形等の本形式より後に登場した車掌車と比べると、暖房用ストーブがない、室内灯設備が石油ランプである等見劣りがしたため、1964年（昭和39年）に乗務環境の改善のため、車軸発電機・蓄電池の設置と合わせた電灯設備の取り付けと、石炭ストーブの設置等の近代化改造が施された。
1967年（昭和42年）度には1968年10月1日ダイヤ改正に対応した走行性能の改善のため、国鉄名古屋工場と日本車輌製造において、軸ばね吊り受けを二段リンク式に改造し、脱線事故の防止が図られた。最高速度は85 km/hには引き上げられず、75 km/hとされた。
その後、老朽化によるヨ8000形への置換えや、貨物列車の廃止による余剰廃車で順次淘汰され、1985年（昭和60年）度に形式消滅した。

## 保存

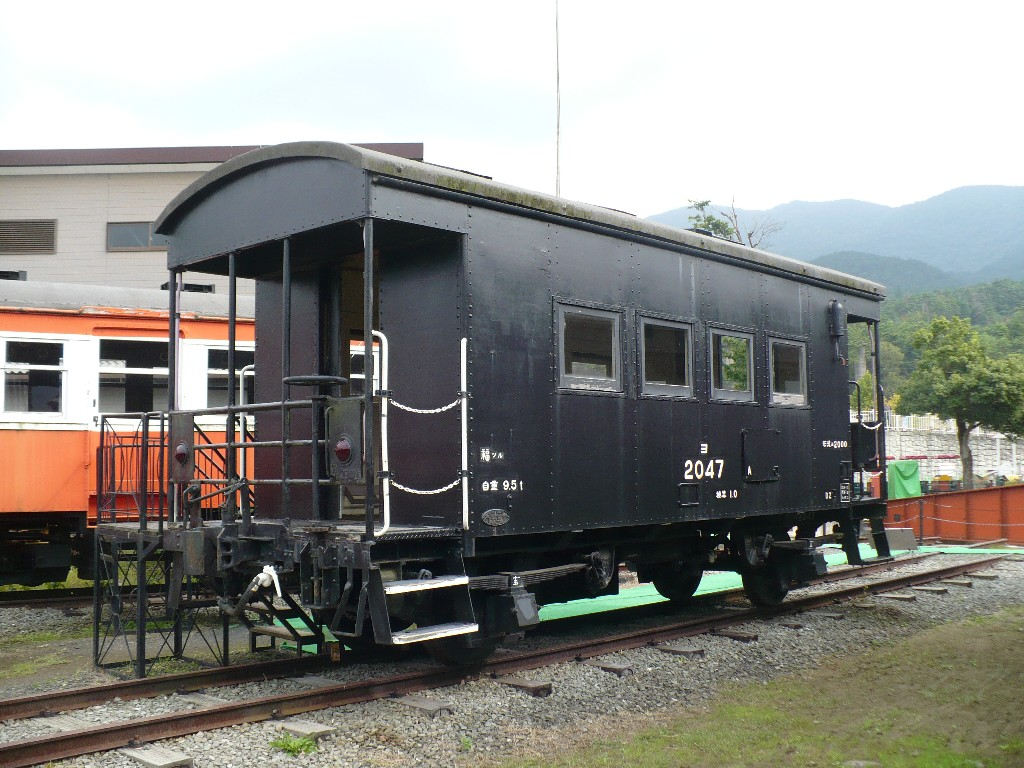
加悦SL広場に保存されているヨ2047（2008年）

ヨ2047が京都府与謝郡与謝野町の加悦SL広場に静態保存されている。